# Full Tilt Poker
Full Tilt Poker — ирландский онлайн-покер-рум и интернет-казино, запущенный в июне 2004 года компанией TiltWare LLC. Среди основателей — Рэймонд Битар, Ховард Ледерер, Крис Фергюсон и другие профессиональные игроки. В настоящее время Full Tilt имеет игровые лицензии на Мальте и Острове Мэн.

## Игры
Full Tilt предлагал кэш-игры и турниры (включая фрироллы, сит-н-гоу и многостоловые турниры) по следующим видам покера: Texas Hold’em, Omaha (в том числе hi/lo), Razz, Stud, Draw и H.O.R.S.E. с лимитами от $0,01/$0,02 до $500/$1,000. В некоторых играх лимиты достигали $2,000/$4,000. В 2010 году был представлен формат Rush Poker, где игрок после сброса карт сразу переводился за новый стол.

## История

### Основание и развитие
Full Tilt Poker быстро завоевал популярность благодаря участию команды профессиональных игроков «Team Full Tilt», в которую входили Фил Айви, Майк Матусов, Дженнифер Харман, Эрик Зайдель и другие.

### Чёрная пятница (2011)
15 апреля 2011 года Министерство юстиции США закрыло сайт Full Tilt Poker в рамках дела «Чёрной пятницы», предъявив обвинения в мошенничестве, отмывании денег и нарушении закона UIGEA. В сентябре 2011 года прокуратура США назвала деятельность компании финансовой пирамидой и обвинила руководство в присвоении около $443 млн, предназначенных для выплат игрокам. После событий «Чёрной пятницы» в 2011 году компания прекратила деятельность на территории США.

### Лицензии
В июне 2011 года Alderney Gambling Control Commission приостановила, а в сентябре того же года окончательно отозвала лицензию компании.

### Сделка с PokerStars и перезапуск
В июле 2012 года было заключено соглашение, по которому PokerStars приобрела активы Full Tilt и обязалась выплатить игрокам долги на общую сумму более $330 млн. Сайт был вновь запущен 6 ноября 2012 года. С мая 2016 года игроки Full Tilt и PokerStars стали играть за общими столами.
1 августа 2014 года компания Rational Group (PokerStars и Full Tilt) была приобретена Amaya Gaming Group (позднее переименованной в The Stars Group).

## Спонсорство и медиа
Full Tilt Poker спонсировал такие телевизионные покерные шоу, как «Poker After Dark», «Late Night Poker», «Million Dollar Cash Game». Также бренд выступал спонсором команды Формулы-1 Virgin Racing и бойцов UFC.